# Hugo Calderano
Hugo Calderano (ur. 22 czerwca 1996 w Rio de Janeiro) – brazylijski tenisista stołowy, trzykrotny olimpijczyk (2016, 2020 i 2024).
22 czerwca 2025 roku Hugo Calderano zdobył tytuł WTT Star Contender Ljubljana po raz drugi z rzędu, pokonując Felixa Lebruna 4:2 w finale. Zwycięstwo to potwierdziło jego status jednego z czołowych graczy tenisa stołowego na świecie i stanowiło kolejny wielki sukces w jego karierze. Zawody, które odbyły się w Słowenii, rozgrywane były w sześciu setach, w których Calderano wykazał się doskonałą kontrolą emocjonalną i wyjątkowymi umiejętnościami technicznymi, pokonując trudności i utrzymując prowadzenie w kluczowych wymianach punktów. Dzięki temu zwycięstwu Brazylijczyk po raz drugi został mistrzem tego turnieju, wzmacniając swoją pozycję w międzynarodowym rankingu i rozszerzając swoją listę ważnych tytułów.

## Udział w zawodach międzynarodowych
| Impreza                        | Rok   | Miejsce           | Konkurencja       | Partner(ka)       | Wynik        |                      |      |                |        |   |             |
| ------------------------------ | ----- | ----------------- | ----------------- | ----------------- | ------------ | -------------------- | ---- | -------------- | ------ | - | ----------- |
| Impreza                        | Rok   | Miejsce           | Konkurencja       | Partner(ka)       | Wynik        | Igrzyska olimpijskie | 2016 | Rio de Janeiro | singel | — | 1/16 finału |
| turniej drużynowy              | —     | 1/16 finału       |                   |                   |              | Igrzyska olimpijskie | 2016 | Rio de Janeiro |        |   |             |
| 2020                           | Tokio | singel            | —                 | 1/8 finału        |              | Igrzyska olimpijskie |      |                |        |   |             |
| 2020                           | Tokio | turniej drużynowy | —                 | 1/8 finału        |              | Igrzyska olimpijskie |      |                |        |   |             |
| 2024                           | Paryż | singel            | —                 | 4.                |              | Igrzyska olimpijskie |      |                |        |   |             |
| 2024                           | Paryż | turniej drużynowy | —                 | 1/8 finału        |              | Igrzyska olimpijskie |      |                |        |   |             |
| Mistrzostwa świata             | 2013  | Paryż             | singel            | —                 | 1/128 finału |                      |      |                |        |   |             |
| Mistrzostwa świata             | 2013  | Paryż             | gra podwójna      | Cazuo Matsumoto   | 1/32 finału  |                      |      |                |        |   |             |
| Mistrzostwa świata             | 2014  | Tokio             | turniej drużynowy | —                 | 1/32 finału  |                      |      |                |        |   |             |
| Mistrzostwa świata             | 2015  | Suzhou            | singel            | —                 | 1/64 finału  |                      |      |                |        |   |             |
| Mistrzostwa świata             | 2015  | Suzhou            | gra podwójna      | Gustavo Tsuboi    | 1/16 finału  |                      |      |                |        |   |             |
| Mistrzostwa świata             | 2015  | Suzhou            | gra mieszana      | Caroline Kumahara | 1/32 finału  |                      |      |                |        |   |             |
| Mistrzostwa świata             | 2017  | Duesseldorf       | singel            | —                 | 1/32 finału  |                      |      |                |        |   |             |
| Mistrzostwa świata             | 2017  | Duesseldorf       | gra podwójna      | Gustavo Tsuboi    | 1/16 finału  |                      |      |                |        |   |             |
| Mistrzostwa świata             | 2018  | Halmstad          | turniej drużynowy | —                 | 1/8 finału   |                      |      |                |        |   |             |
| Mistrzostwa świata             | 2019  | Budapest          | singel            | —                 | 1/16 finału  |                      |      |                |        |   |             |
| Mistrzostwa świata             | 2021  | Houston           | singel            | —                 | 1/8 finału   |                      |      |                |        |   |             |
| Mistrzostwa świata             | 2022  | Chengdu           | turniej drużynowy | —                 | 1/16 finału  |                      |      |                |        |   |             |
| Mistrzostwa świata             | 2023  | Durban            | singel            | —                 | 1/128 finału |                      |      |                |        |   |             |
| Igrzyska olimpijskie młodzieży | 2014  | Nankin            | singel            | —                 | 03 !         |                      |      |                |        |   |             |
| Igrzyska olimpijskie młodzieży | 2014  | Nankin            | turniej drużynowy | —                 | 1/16 finału  |                      |      |                |        |   |             |